# 2010 (pel·lícula)
2010 (coneguda també amb el títol promocional de 2010: The Year We Make Contact) és una pel·lícula de ciència-ficció apareguda el 1984 per Peter Hyams. Basada en la novel·la 2010: Odyssey Two d'Arthur C. Clarke. Tant la pel·lícula com la novel·la són la continuació de 2001: una odissea de l'espai.

## Argument
La pel·lícula succeeix exactament nou anys després del fracàs misteriós de la missió del Discovery a Júpiter. Els soviètics han desenvolupat un nou artefacte avançat que li guanyarà a qualsevol nou estatunidenca en arribar a Júpiter, perquè una tripulació sovièticoalemanya viatgi a Júpiter en la nau espacial soviètica Alexei Leonov. La tripulació inclou Heywood Floyd del 2001, Dr. Chandra, el creador de la computadora de la Discovery, HAL 9000 i Walter Curnow, un enginyer estatunidenc. La seva missió és descobrir el que sortí malament amb la missió anterior, investigar el monòlit en òrbita al voltant del planeta i per explicar-ne la desaparició de David Bowman. Ells suposen que aquesta informació es tanca lluny de la nau Discovery ara abandonada.
A l'arribada al sistema de Júpiter, la tripulació del Leonov envia una sonda robot a explorar la superfície de la lluna gelada Europa. La sonda entreveu el que sembla una enorme forma de vida movent-se sota el sel, però abans que pugui ésser fotografiada, la sonda és destruïda inexplicablement amb un esclat de llum.
La Discovery es troba abandonada a l'òrbita al voltant de la lluna de Júpiter Ió. La Discovery és trobada coberta de sofre a causa de l'activitat volcànica d'Ió. El Leonov es troba amb la Discovery i després que Curnow posi la Discovery en condició operacional, les dues naus es troben amb el gegantesc monòlit. El Dr. Chandra reinicia la computadora HAL 9000 per determinar-ne si té alguna informació sobre el que ha succeït el 2001.
L'enorme monòlit negre és descobert en òrbita al voltant de Júpiter. Les observacions remotes no contesten les seves preguntes, llavors la cosmonauta Maxim Brailovsky (Elya Baskin), vola en una càpsula espacial damunt d'ell per una mirada en primer pla, així com Bowman havia fet abans que hi aparegués. Quan Max s'apropa al monòlit, un gran esclat d'energia fa erupció d'ell i destrueix Max i la seva càpsula espacial. L'energia esclata perdent-se cap a la Terra.
Una successió d'escenes segueix l'exploració de David Bowman que ha estat transformat en una entitat incorpòria. L'avatar de Bowman viatja a la Terra, fent contacte amb individus significants del seu passat humà: ell pentina els cabells de la seva mare malalta i apareix en la pantalla de la televisió de la seva vídua i té una conversa amb ella.
Entretant, les tensions polítiques entre els Estats Units i la Unió Soviètica s'intensifiquen. Els astronautes estatunidencs són obligats a deixar el Leonov, ja que és considerat territori soviètic, i tornen al Discovery que encara pertany als Estats Units.
A la Discovery, una aparició de Bowman apareix davant de Floyd, advertint-lo que han de deixar Júpiter en dos dies. Floyd pregunta el que passarà en aquell moment i Bowman contesta: "Quelcom meravellós". Floyd té dificultat per convèncer la resta de la tripulació al principi, però llavors una taca fosca en Júpiter comença a formar-se i que creix envers fora. Les observacions del telescopi de HAL revelen que la gran taca fosca és de fet una immensa població de monòlits negres, que augmenten en nombre a una proporció exponencial.
Cap nau és capaç d'atènyer la Terra en una sortida propera, llavors Floyd i la tripulació del Leonov fabriquen un pla per emprar la Discovery com un propulsor. Malauradament, es deixarà HAL i la Discovery en l'òrbita joviana amb el combustible insuficient per escapar-ne. Floyd i Chandra estan angustiats que HAL desenvoluparà la mateixa neurosi en descobrir que ell serà abandonat de nou, i Dr. Chandra ha de convèncer HAL que la tripulació humana està en perill. Un cop HAL ho entén, està d'acord queell ha de sacrificar-se, si és necessari, per salvar tots els humans a bord del Leonov.
La tripulació del Leonov fa una sortida apresurada de l'òrbita de Júpiter a temps per donar testimoni de com el conjunt de monòlits conquereix Júpiter. Els monòlits augmenten la densitat de Júpiter al punt que el planeta arriba a altes temperatures i la pressió necessària per a la fusió nuclear, tornant-se un estel petit.
Com en deixar la Leonov l'òrbita de Júpiter, HAL és ordenat per Bowman per transmetre el missatge repetidament: "TOTS AQUESTS MONS SÓN SEUS TRET D'EUROPA. NO INTENTI ATERRAR ALLÀ. UTILITZI'LS JUNTS. UTILITZI'LS EN PAU" La pel·lícula conclou amb les imatges de construccions famoses de la Terra amb dos sols al cel, i la veu de Floyd explica que aquest miracle inspirà els líders de les superpotències per acabar amb llur allunyament. Finalment, nosaltres veiem Europa que s'està transformant gradualment d'un territori gelat a una selva humida. L'última imatge és del monòlit que està dempeus en un llac, mentre espera implícitament una forma de vida intel·ligent per evolucionar-ne.

## Repartiment
Keir Dullea i Douglas Rain repeteixen llurs papers de la pel·lícula original com David Bowman i la veu de HAL 9000, respectivament. Roy Scheider interpreta Heywood Floyd (William Sylvester rebutjà el paper perquè estava semijubilat). La pel·lícula també compta amb John Lithgow, Helen Mirren i Bob Balaban, juntament amb diversos actors russos que interpreten cosmonautes. Sota el nom d'Olga Mallsnerd, Candice Bergen proporcionà la veu del SAL 9000, computadora en el laboratori de Dr. Chandra a la pel·lícula. El mateix Arthur C. Clarke fa una aparició en la pel·lícula com un home en un banc del parc fora de la Casa Blanca (fora de quadre en la part de sota i mirant alguna cosa). La imatge de Clarke (com el president estatunidenc) i el director del 2001, Stanley Kubrick (com el primer ministre soviètic) també apareixen en una tapa de la revista vista en la pel·lícula.

## Diferències amb la novel·la
- La història, en la novel·la sobre una nau espacial xinesa, Tsien, aterrant a Europa abans de l'arribada del Leonov és omesa en la pel·lícula.
- La història, en la novel·la sobre David Bowman que explora el sistema de Júpiter, trobant-hi formes de vida en els oceans d'Europa i en l'atmosfera de Júpiter, també s'omet.
- En la novel·la, el Dr. Chandra és de Sri Lanka: el seu nom complet és Sivasubramanian Chandrasegarampillai. "Chandra" és la paraula per la Lluna en sànscrit, l'hindi, i alguns altres idiomes indis. En la pel·lícula, es refereixen al personatge només com "Dr. Chandra", i és interpretat per un americà blanc (Bob Balaban).
- En la novel·la, el Discovery està donant tombarelles: el moviment és resultat de la inèrcia del centrifugat de la nau espacial, transferint-se amb el temps a la superestructura de la nau. El llibre explica que el gir es deté recomençant el centrifugat de la nau espacial que deté la rotació en excés "una sèrie de salvatges processos". La pel·lícula no menciona això, i només mostra l'estabilització resultant de com Curnow i Maxim Brailovsky reactiven els sistemes de la nau Discovery U.
- En la novel·la, HAL és ordenat per transmetre el missatge repetidament: "TOTS AQUESTS MONS SÓN SEUS TRET D'EUROPA. NO INTENTI CAP ATERRATGE ALLÀ" La pel·lícula hi afegeix les paraules "UTILITZI'LS JUNTS. UTILITZI'LS EN PAU".
- En la novel·la, un membre de la tripulació anomenada Irina Yakunina pateix una lesió abans del llançament i és reemplaçada per Zenia Marchenko. En la pel·lícula, Irina Yakunina està en la tripulació però té els trets del caràcterde Zenia.
- En la novel·la, el Dr. Rudenko és una dona de nom Katerina en lloc d'un home anomenat Vladimir. També, el cognom de Tanya en la novel·la és Orlova i ella es casa amb el seu company de tripulació Vasili Orlov (en la pel·lícula, el seu nom és Tanya Kirbuk i no es casa amb ningú de la tripulació).
- En la novel·la, Maxim no mor i mai hi ha una expedició tripulada al monòlit.
- En la novel·la, alguns de la tripulació comencen a relacionar-se: Walter Curnow i Maxim Brailovsky (possible, tot i que mai ho declarà), Maxim Brailovsky i Zenia Marchenko (que acaben casant-se), i Katerina Rudenko i Walter Curnow (qui també acaben casant-se). En la pel·lícula, no hi ha cap relació romàntica a bord del Leonov.
- En la novel·la, l'esposa molt més jove del Dr. Floyd es divorcia d'ell a la sortida de la Terra; la pel·lícula omet això.
- La raó per la qual la Discovery sura cap a Ió queda en misteri en la pel·lícula. En la novel·la la tripulació del Leonov ateny Júpiter i determinen que el flux entre Júpiter i Ió n'era el responsable.
- En la novel·la, Bowman deixa la Discovery a l'esquerra en un punt de Lagrange entre Ió i Júpiter; en la pel·lícula sembla estar en l'òrbita al voltant d'Ió, tot i que el text introductori al principi del film també diu que la nau està en un punt de Lagrange.
- La novel·la inclou un epíleg breu titulat "20,001" que detalla l'evolució dels europans. En la pel·lícula es mostra en una seqüència d'imatges.
- En la novel·la, la raó perquè Floyd sigui a la Discovery i rebi el missatge de David Bowman és simplement perquè Floyd està realitzant els afers en la nau, no gràcies a la intensificació de les tensions entre els Estats Units i la Unió Soviètica.